# Samsung Focus 2
Samsung Focus 2 (được biết đến như SGH-i667 và Samsung Mandel) là điện thoại thông minh dạng thanh chạy hệ điều hành Windows Phone của Microsoft. Gồm vi xử lý 1.4 GHz Qualcomm® Snapdragon™, màn hình 4.0-inch Super AMOLED ma trận Pentile, và 8GB bộ nhớ trong.

## Liên kết
- [liên kết hỏng]